# Баррету, Карлус
Ка́рлус Барре́ту (порт.-браз. Carlos Barreto; 22 июля 1968, Рио-де-Жанейро) — бразильский боец смешанного стиля, представитель тяжёлой весовой категории. Выступал на профессиональном уровне в период 1996—2005 годов, известен по участию в турнирах таких бойцовских организаций как UFC, Pride, Rings, M-1 Global, Jungle Fight, владел титулами чемпиона IVC в тяжёлом весе.

## Биография
Карлус Баррету родился 22 июля 1968 года в Рио-де-Жанейро. Серьёзно занимался бразильским джиу-джитсу, проходил подготовку под руководством знаменитого мастера Карлсона Грейси, удостоился в этой дисциплине чёрного пояса.
Дебютировал в смешанных единоборствах на профессиональном уровне в апреле 1996 года, на турнире по вале-тудо в Японии с помощью удушающего приёма сзади заставил сдаться россиянина Михаила Илюхина. Активно выступал на турнирах Universal Vale Tudo Fighting в Бразилии, в частности в 1997 году победил таких известных бойцов как Дэн Бобиш, Кевин Рэндлмен, Пол Вэреланс, но проиграл единогласным решением судей Дейву Бенето, когда дрался в крупной американской организации Ultimate Fighting Championship.
В 1999 году Баррету одержал две победы на турнирах International Vale Tudo Championship и завоевал тем самым титул чемпиона в тяжёлой весовой категории. Позже сотрудничал с крупнейшей японской бойцовской организацией Pride Fighting Championships, однако особых успехов не добился, проиграл в числе прочего представителю Украины Игорю Вовчанчину — их встреча закончилась раздельным решением судей. Также дрался в японском промоушене Fighting Network Rings, потерпев поражение единогласным судейским решением от австралийца Криса Хейзмена. В 2001 году выступил на турнире 2 Hot 2 Handle 2 в Голландии, где уже в первом раунде был нокаутирован местным бойцом Гилбертом Ивелом. Провёл и очередной бой в США, проиграв единогласным решением британцу Иану Фриману.
Поздние годы своей спортивной карьеры провёл преимущественно на родине, завоевал титул чемпиона Meca World Vale Tudo в тяжёлом весе, нокаутировал Бена Ротвелла на турнире Heat FC, состоял на контракте в местном новосозданном промоушене Jungle Fight. В 2004 году дважды дрался в России на турнирах бойцовской организации M-1 Global — оба раза проиграл единогласным судейским решением, сначала Александру Емельяненко, затем Мартину Малхасяну. Последний раз выходил в клетку в мае 2005 года, когда на четвёртом турнире Jungle Fight уже на 26 секунде поединка уступил техническим нокаутом представителю Белоруссии Владимиру Матюшенко. Всего за десятилетнюю спортивную карьеру провёл на профессиональном уровне 23 боя, из них 14 выиграл и 9 проиграл.

## Статистика в профессиональном ММА
| Боёв 23  | Побед 14 | Поражений 9 |
| -------- | -------- | ----------- |
| Нокаутом | 4        | 2           |
| Сдачей   | 9        | 0           |
| Решением | 1        | 7           |

| Результат | Рекорд | Соперник              | Способ                          | Турнир                                  | Дата            | Раунд | Время | Место                   | Примечание                                                  |
| --------- | ------ | --------------------- | ------------------------------- | --------------------------------------- | --------------- | ----- | ----- | ----------------------- | ----------------------------------------------------------- |
| Поражение | 14–9   | Владимир Матюшенко    | TKO (травма колена)             | Jungle Fight 4                          | 21 мая 2005     | 1     | 0:26  | Манаус, Бразилия        |                                                             |
| Поражение | 14–8   | Мартин Малхасян       | Единогласное решение            | M-1 MFC: Heavyweight GP                 | 4 декабря 2004  | 2     | 5:00  | Москва, Россия          |                                                             |
| Поражение | 14–7   | Александр Емельяненко | Единогласное решение            | M-1 MFC: Middleweight GP                | 9 октября 2004  | 3     | 5:00  | Санкт-Петербург, Россия |                                                             |
| Победа    | 14–6   | Бобби Хоффман         | Сдача (удары руками)            | Jungle Fight 2                          | 15 мая 2004     | 2     | n/a   | Манаус, Бразилия        |                                                             |
| Поражение | 13–6   | Трэвис Виуфф          | Единогласное решение            | Heat FC 2                               | 18 декабря 2003 | 3     | 5:00  | Натал, Бразилия         |                                                             |
| Победа    | 13–5   | Бен Ротвелл           | KO (ногой в голову)             | Heat FC 1                               | 31 июля 2003    | 1     | N/A   | Натал, Бразилия         |                                                             |
| Победа    | 12–5   | Марселу Соуза         | TKO (остановлен врачом)         | Meca World Vale Tudo 6                  | 31 января 2002  | 1     | 7:08  | Куритиба, Бразилия      | Выиграл титул чемпиона Meca World Vale Tudo в тяжёлом весе. |
| Поражение | 11–5   | Иан Фриман            | Единогласное решение            | HOOKnSHOOT Kings 1                      | 17 ноября 2001  | 3     | 5:00  | Эвансвилл, США          | Выиграл титул чемпиона HOOKnSHOOT в тяжёлом весе.           |
| Поражение | 11–4   | Гилберт Ивел          | KO (удар коленом)               | 2 Hot 2 Handle 2                        | 18 марта 2001   | 1     | 2:20  | Роттердам, Нидерланды   |                                                             |
| Поражение | 11-3   | Крис Хейзмен          | Единогласное решение            | Rings: King of Kings 2000 Block B       | 22 декабря 2000 | 2     | 5:00  | Осака, Япония           |                                                             |
| Победа    | 11–2   | Трей Теллигмен        | TKO (остановлен секундантом)    | Pride 9                                 | 4 июня 2000     | 2     | 10:00 | Нагоя, Япония           |                                                             |
| Победа    | 10–2   | Гэри Мэйерс           | Сдача (травма ноги)             | International Vale Tudo Championship 12 | 26 августа 1999 | 1     | 8:13  | Сан-Паулу, Бразилия     | Выиграл супербой IVC 12.]].                                 |
| Поражение | 9-2    | Игорь Вовчанчин       | Раздельное решение              | Pride 6                                 | 4 июля 1999     | 3     | 5:00  | Иокогама, Япония        |                                                             |
| Победа    | 9-1    | Педру Отавиу          | Сдача (удары руками)            | International Vale Tudo Championship 10 | 27 апреля 1999  | 1     | 6:19  | Бразилия                | Выиграл титул чемпиона IVC в тяжёлом весе.                  |
| Победа    | 8-1    | Брэнден Ли Хинкл      | Сдача (гильотина)               | International Vale Tudo Championship 8  | 20 января 1999  | 1     | 4:32  | Аракажу, Бразилия       |                                                             |
| Поражение | 7–1    | Дейв Бенето           | Единогласное решение            | UFC 15                                  | 17 октября 1997 | 1     | 15:00 | Бэй-Сейнт-Луис, США     |                                                             |
| Победа    | 7–0    | Пол Вареланс          | TKO (удары)                     | Brazil Open '97                         | 15 июня 1997    | 1     | 2:33  | Бразилия                |                                                             |
| Победа    | 6–0    | Кевин Рэндлмен        | Техническая сдача (треугольник) | Universal Vale Tudo Fighting 6          | 3 марта 1997    | 1     | 22:24 | Бразилия                | Выиграл турнир UVF 6.                                       |
| Победа    | 5–0    | Дэн Бобиш             | Сдача (треугольник)             | Universal Vale Tudo Fighting 6          | 3 марта 1997    | 1     | 7:47  | Бразилия                |                                                             |
| Победа    | 4–0    | Геза Калман           | Сдача (гильотина)               | Universal Vale Tudo Fighting 6          | 3 марта 1997    | 1     | 3:02  | Бразилия                |                                                             |
| Победа    | 3–0    | Александр Рафальский  | TKO (остановлен секундантом)    | Martial Arts Reality Superfighting      | 22 ноября 1996  | 1     | 1:00  | Бирмингем, США          |                                                             |
| Победа    | 2–0    | Джон Диксон           | Сдача (удары руками)            | Universal Vale Tudo Fighting 2          | 24 июня 1996    | 1     | 1:38  | Бразилия                |                                                             |
| Победа    | 1–0    | Михаил Илюхин         | Сдача (удушение сзади)          | Universal Vale Tudo Fighting 1          | 5 апреля 1996   | 2     | 3:15  | Япония                  |                                                             |